# Miguel Maria Giambelli
Miguel Maria Giambelli B (Flero, 23 de março de 1920 - Bragança, 26 de dezembro de 2010) foi um bispo católico italiano. Era Bispo-emérito de Bragança do Pará, no Brasil.

## Biografia
Nascido em Flero, na Itália em 23 de março de 1920, foi ordenado padre Barnabita em 4 de julho de 1943.
Pe. Miguel foi Vigário da Basílica de Nazaré, em Belém, e Vigário Geral da Prelazia do Guamá, atuando em diversas áreas das comunidades, catequese, vocações de religiosas e seminaristas, sistema radiofônico, novas paróquias, projetos de desenvolvimento de cooperativas e formação de lideranças comunitárias.
Em 1977, Giambelli foi designado Administrador Apostólico da Prelazia do Guamá e consagrado Bispo de Guamá em 21 de abril de 1980. Quando a Diocese, por decreto de João Paulo II, trocou de nome em Diocese de Bragança do Pará, tornou-se então o primeiro Bispo da nova Diocese. Renunciou por limite de idade em 10 de abril de 1996 e foi sucedido por Dom Luís Ferrando.
Ao longo dos 16 anos de episcopado, deixou Seminário Paulo VI, o Centro Pastoral Guadalupe e a Escola de Formação de Animadores Comunitários, novas paróquias e congregações religiosas femininas e masculinas, padres Fidei Donum e leigos missionários. Também iniciou os preparativos do processo de beatificação do seu predecessor, Dom Eliseu Maria Coroli.
Na condição de Bispo-emérito, Dom Miguel prestava serviço como capelão do Hospital Santo Antonio Maria Zaccaria, em Bragança do Pará. Sofreu um acidente vascular cerebral quando estava no Hospital e entrou em cama. Faleceu em 26 de dezembro de 2010 em Bragança, aos 90 anos de idade. Foi sepultado na capela mortuária dos Bispos, na Catedral de Nossa Senhora do Rosário.